# Capparis acutifolia
Capparis acutifolia é uma espécie de arbusto da família Capparaceae. A distribuição registada deste arbusto inclui a Índia, a China e a Indochina. Poderá ser chamado de cáp xoan ngược no Vietname.

## Sub-espécies
Nenhuma sub-espécie está listada no Catálogo de Vida,
- C. acutifolia subsp. acutifolia
- C. acutifolia subsp. bodinieri
- C. acutifolia subsp. viminea